# Château du Terreau
Le château du Terreau est situé sur la commune de Verosvres en Saône-et-Loire, au pied de la colline sur laquelle se trouve le bourg.
Il fait l’objet d’une inscription au titre des monuments historiques depuis le 28 décembre 1984.

## Description
Cerné de fossés asséchés, la construction consiste en un corps de logis principal et deux ailes en retour d'équerre encadrant une cour. Couverts de toits à croupes, ces bâtiments comprennent un rez-de-chaussée, un étage percé de baies à linteau en arc segmentaire et un étage de comble éclairé par des lucarnes à pignon découvert. Celle qui se trouve au centre de la façade du corps principal donnant sur la cour d'honneur est inscrite entre deux pilastres supportant un fronton cintré et flanquée d'ailerons. La façade ouest est flanquée sur ses angles de deux tours rondes à base légèrement talutée, vestiges de l'ancienne forteresse. À la tour sud-ouest, est accolée une tourelle circulaire coiffée, comme elle, d'un toit conique. Une terrasse à balustrade, reliée au parc par un large pont de pierre, règne entre les deux tours.
Un pavillon du XIXe siècle, comprenant un sous-sol, deux étages carrés, un étage attique et un étage de comble sous un toit brisé est adossé à l'aile nord. Il est percé à l'est d'une haute porte-fenêtre en plein cintre donnant sur un balcon courbe à appui-corps en fer forgé.
L'ensemble est précédé, au centre d'une grille, d'un portail à piédroits en bossages surmontés de lions porteurs des armoiries des Thibaud de Noblet et des Saulx-Tavannes.
Le château, propriété privée, ne se visite pas.
Le château du Terreau, ses dépendances, la chapelle, le portail, les douves et le pont, ainsi que le parc à la française, sa charmille et ses éléments architecturaux et décoratifs sont inscrits monument historique par arrêté du 28 décembre 1984.

## Historique
La terre est tenue par la famille de Lespinasse au XIVe siècle, puis elle passe à Pierre Dubois d'Andelot en 1461 et à la fin du XVe siècle le fief échoit à Pierre Le Roux.
Le château est pillé en 1570 . En 1594 une nouvelle tour est construite. 
Au début du XVIIe siècle, les Thibaud de Noblet succèdent aux descendants de Pierre Le Roux. Ils garderont la seigneurie jusqu'à la fin de l'Ancien Régime. 
Vers 1787, Claude-René-François Thibaud de Noblet, marquis des Prez, qui possède également le château de Thorigné-en-Charnie, rebatit intégralement le château à l'exception de la tour ouest,. En 1789 il est nommé député suppléant de la noblesse du Baujolais, puis passe plusieurs années en émigration dans l'armée de Condé et en Angleterre, avant de revenir en France, maréchal de camp et député de la Vienne, et de mourir en 1821. 
Son château avait été  confisqué et vendu successivement à MM. Batonnat, Bouiller, puis au marquis de Sommyèvre, propriétaire du château voisin de Corcheval. Au décès de celui-ci en 1836, sa fille, N. du Péage, le vend à Jean-François-Prosper Villars, avocat et ancien maire de Mâcon, qui entreprend des travaux de restauration. Son fils procédera à une rénovation complète à la fin du XIXe siècle. Au début du XXe siècle, Lucien Villars, auteur d'une monographie sur le Terreau, lui succède ; puis ce sera M. Robert, son gendre, avocat à Paris, fils de l'amiral Robert.

### Armoiries
- Lespinasse : Écartelé, aux 1 et 4, d’or, au dauphin pâmé d’azur ; au 2, d’or, au gonfanon de gueules ; au 3, d’azur semé de fleurs de lys d’or, à la tour d’argent brochante. Sur le tout, fascé d’argent et de gueules de huit pièces
- Thibaud de Noblet : Écartelé: aux 1 et 4, d'argent, au chevron d'azur, au chef du même (Thibaud); aux 2 et 3, d'azur, au sautoir alésé d'or (Noblet, marquis d'Anglure)